# Corythomantis
A Corythomantis  a kétéltűek (Amphibia) osztályába és  a békák (Anura) rendjébe a levelibéka-félék (Hylidae) családjába és a Hylinae alcsaládba tartozó nem.

## Rendszerezés
A nembe az alábbi 2 faj tartozik:
- Corythomantis galeata  Pombal, Memezes, Fontes, Nunes, Rocha & Van Sluys, 2012[1]
- Corythomantis greeningi Boulenger, 1896